# Брыси
Брыси (укр. Брисі) — бывшее село Лохвицкого района Полтавской области Украины.
Село основано в XVII веке. В 1986 году вошло в состав города Червонозаводского.

## География
Село располагалось на левом берегу реки Сулы, в 7 км от Лохвицы и в 3 км от железнодорожной станции Сула.

## История
Село впервые упоминается на карте Боплана 1648 года под названием Янишполь Лубенского уезда.
С 1759 года село стало центром Третьей Лохвицкой сотни — Янишпольской).
В 1782 году, после Указа Екатерины II, упраздняющего казачьи полки Левобережьея, Янишполь потерял статус сотенного центра и его переименовали в Брыси. Новое название связывают с легендой о выдающемся казаке по прозвищу Брысь. В этот период в селе проживало около 700 человек. Позже селом владели разные помещики.
В 1941—1943 годах во время Великой Отечественной войны село было оккупировано Германией.
До 1979 года Брысовскому сельскому совету были подчинены населенные пункты Гирявые Исковцы и Млыны.
В 1986 году по постановлению Президиума Верховного Совета УССР село вошло в состав города Червонозаводского.

## Экономика
В селе была расположена тракторная бригада колхоза «Победа коммунизма», который имел 4877 гектаров земли, электростанцию, маслобойню, три мельницы, механическую мастерскую. Хозяйство имело животноводческую направленность. Председатель колхоза Юрченко Николай Тимофеевич — Герой Социалистического Труда.

## Достопримечательности
- Памятник погибшим в Великой Отечественной войне.
- Здание земской школы архитектора А. Г. Сластиона, построенное в 1913—1914 годах.

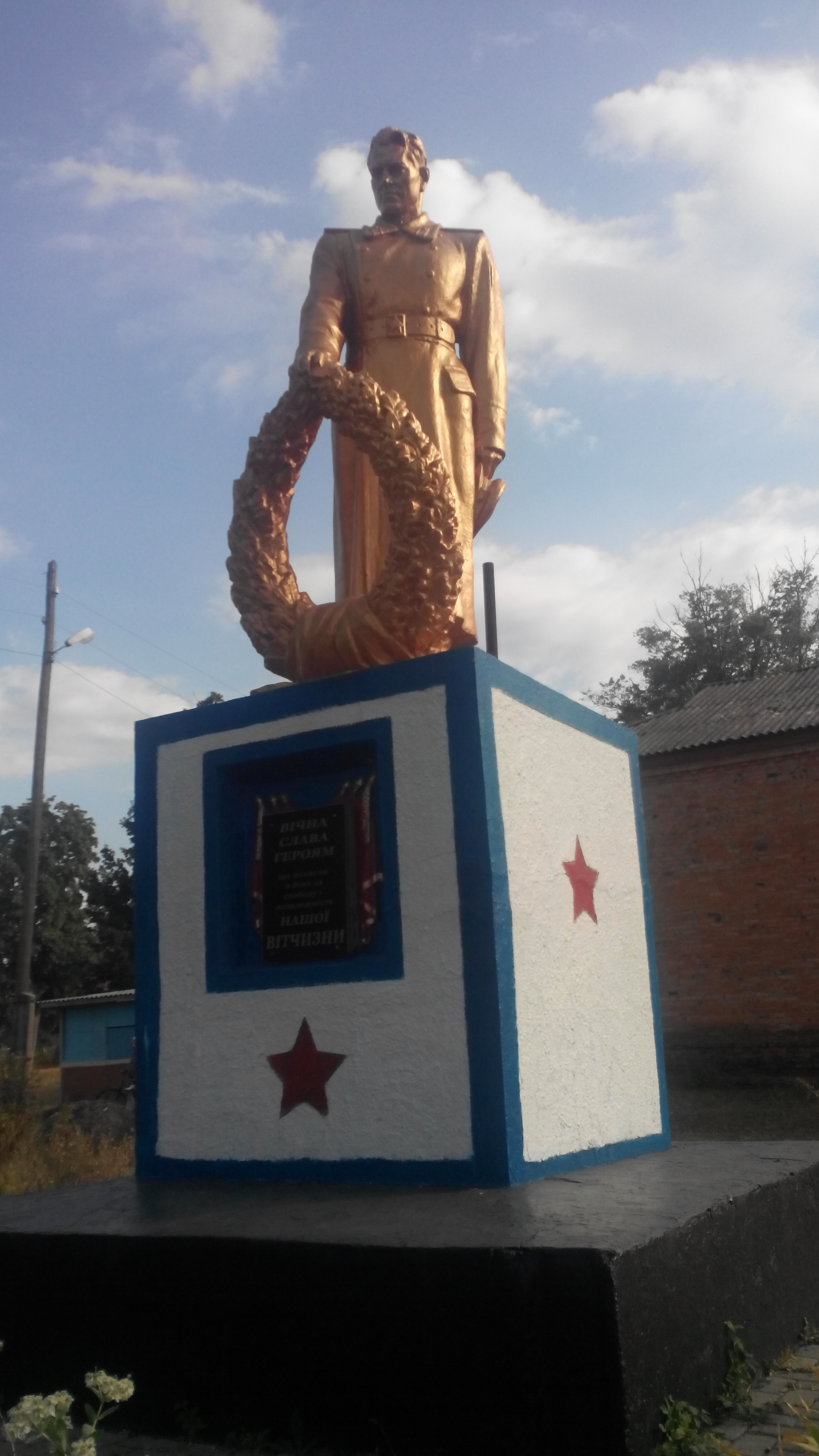
Памятник погибшим в ВОВ
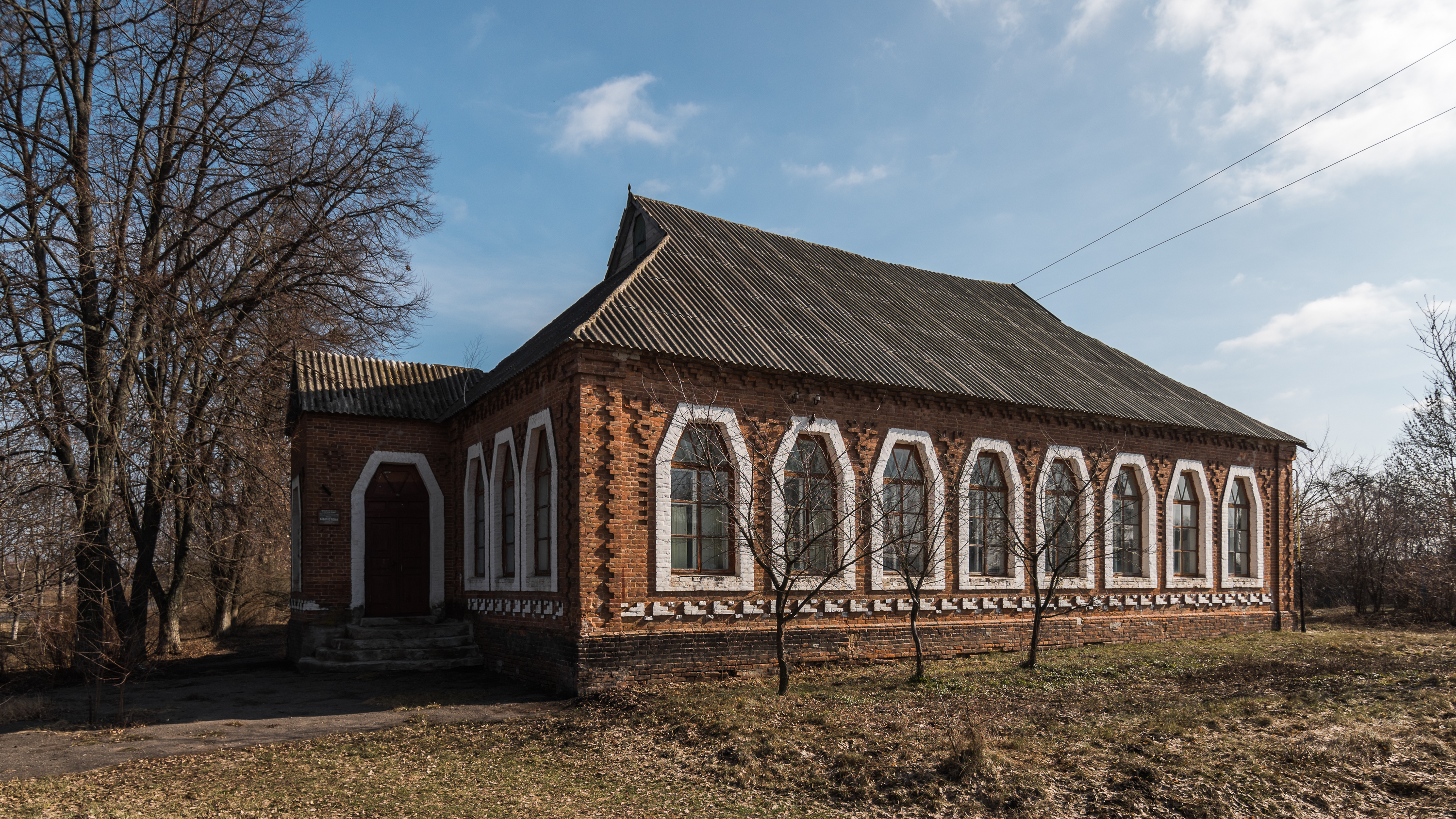
Здание земской школы
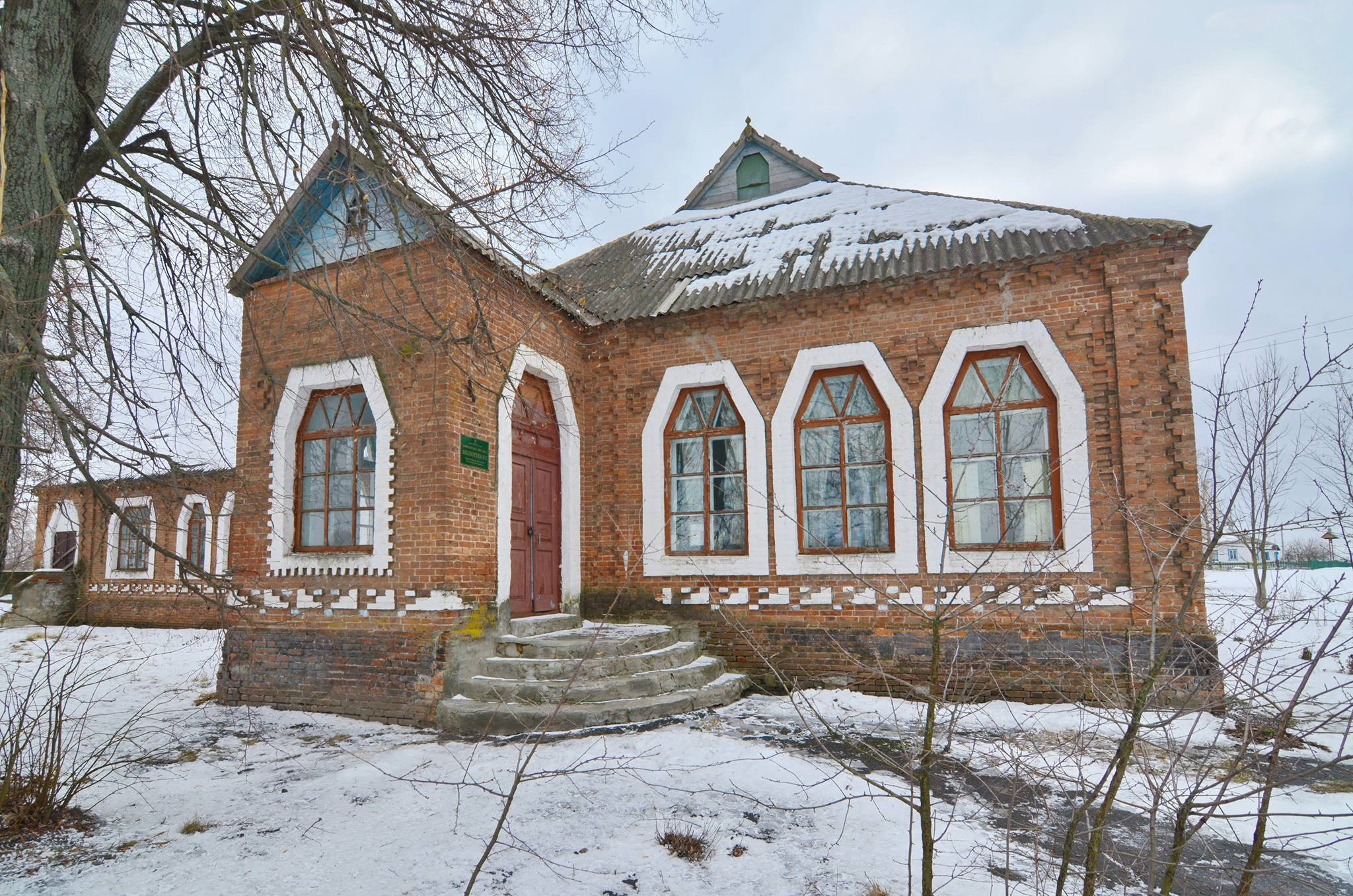
Здание земской школы

## Объекты социальной сферы
- Дом культуры № 2 Червонозаводского городского совета.
- Земская школа.
- Медпункт.[3]